# Rote Heckenkirsche
Die Rote Heckenkirsche oder Gewöhnliche Heckenkirsche (Lonicera xylosteum) ist eine Pflanzenart aus der Familie der Geißblattgewächse (Caprifoliaceae). Die glänzend roten Beeren sind für den Menschen aufgrund des Bitterstoffs Xylostein ungenießbar und giftig. Seinen Beinamen xylosteum verdankt der Strauch seinem knochenartigen Holz, vom Griechischen xylos ‚Holz‘ und osteon ‚Knochen‘. 

## Beschreibung
Die Rote Heckenkirsche ist ein sommergrüner Strauch, der Wuchshöhen von etwa 1 bis 2 Metern erreicht. Sie besitzt hohle Zweige. Die elliptischen Laubblätter sind auf Ober- und Unterseite weichhaarig. 
Die gelblichweißen Einzelblüten stehen zu zweit an einem gemeinsamen Stiel. Die beiden Fruchtknoten eines jeden Blütenpaares sind nur am Grund miteinander verwachsen. Sie blüht im Mai und Juni. Die für Menschen giftigen Beerenfrüchte sind auffallend rot gefärbt.
Die Chromosomenzahl der Art ist 2n = 18.

## Ökologie
Die Rote Heckenkirsche ist ein Flachwurzler.
Ihre Blüten werden von Hautflüglern wie z. B. von Waldhummeln bestäubt. Die Beerenfrüchte breiten sich entweder von alleine aus (Autochorie) oder müssen, um richtig keimen zu können, den Darmtrakt einiger Tiere durchlaufen (Endozoochorie). Die in den Beeren enthaltenen Samen benötigen zudem Kälte, um keimen zu können.
Die Art ist gegen Auftausalze widerstandsfähig und wird nicht vom Wild verbissen.

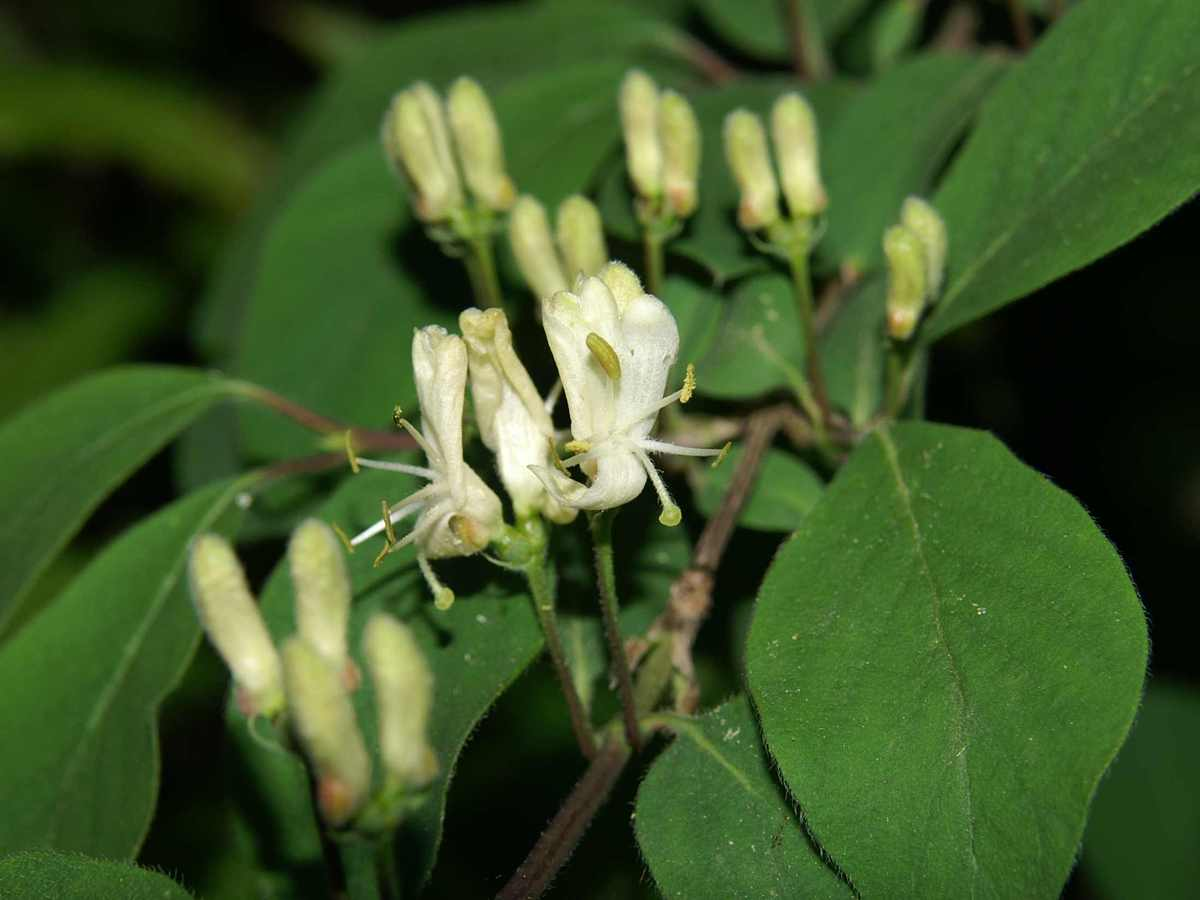
Rote Heckenkirsche (Lonicera xylosteum)

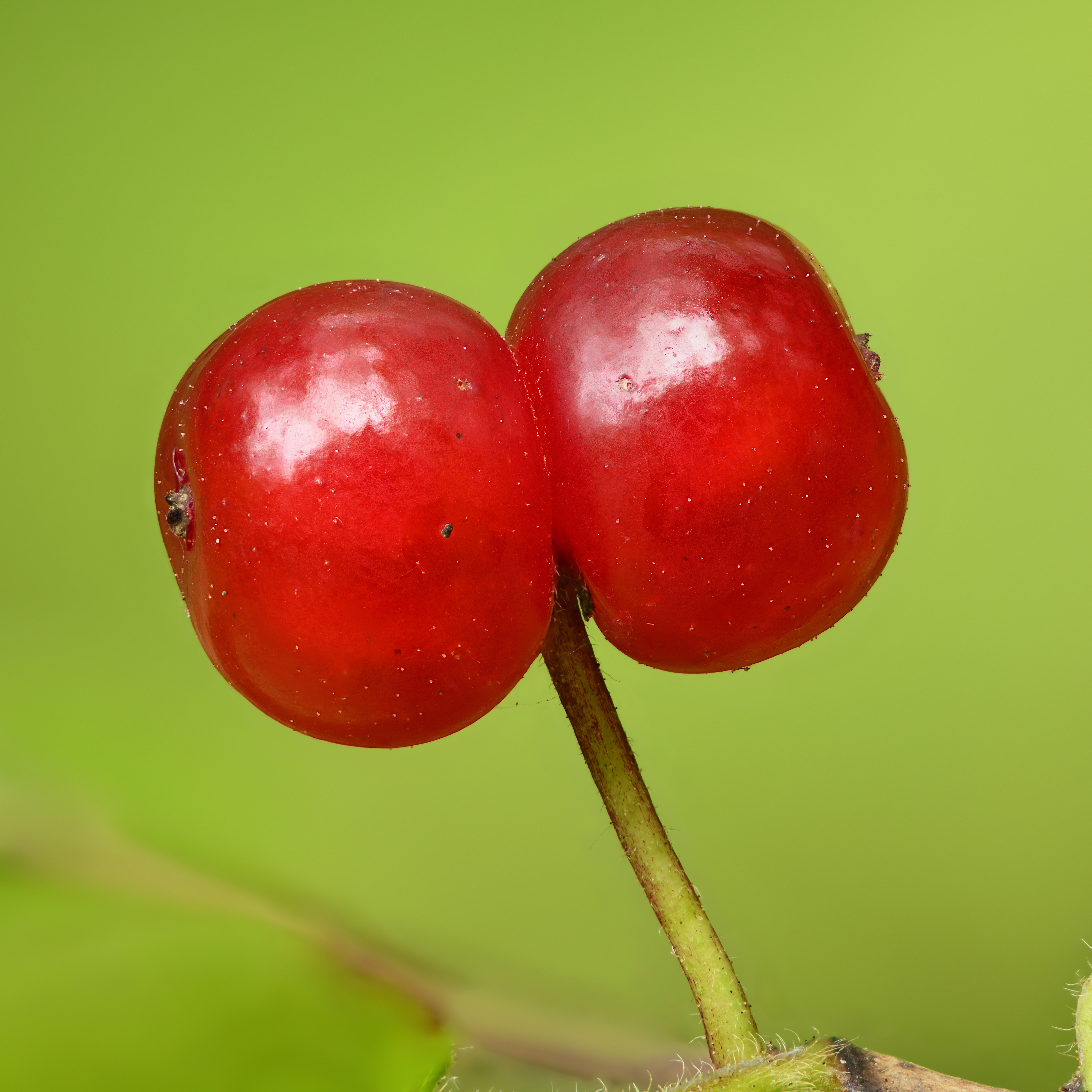
Früchte

## Vorkommen
Die Rote Heckenkirsche ist fast in ganz Deutschland sowie in Europa und in Asien relativ weit verbreitet. In Asien kommt sie in der Türkei und in Sibirien vor.
Sie kommt häufig in krautreichen Eichen- und Buchenwäldern, auch in Ulmen-, Linden- oder Nadelmischwäldern, in Hecken und im Gebüsch, auch gepflanzt an Straßenrändern vor.
Sie bevorzugt nährstoffreichen, kalkhaltigen Boden an schattigen oder halbschattigen Stellen. In den Allgäuer Alpen steigt sie in Tiroler Teil unterhalb des Plattig zwischen Holzgau und Jöchelspitze bis zu 1400 m Meereshöhe auf.
Nach Ellenberg ist sie eine Halbschattenpflanze, subozeanisch verbreitet, ein Frischezeiger, ein Schwachsäure- bis Schwachbasezeiger und eine Klassencharakterart der Sommerlaubwälder und Gebüsche (Querco-Fagetea).

## Verwendung
Die Art wird immer wieder bei Begrünungsmaßnahmen angepflanzt. 
In früherer Zeit wurde die Pflanze teilweise als „weißes“ Besenreis zum Besenbinden genutzt. Das häufiger verwendete „schwarze“ Besenreis stammt von Betula pendula.

## Inhaltsstoffe und Giftigkeit
In der Pflanze sind Xylostein, Xylostosidin, Saponine und cyanogene Glykoside gefunden worden.
Vergiftungszentralen werden häufig wegen der roten Früchte konsultiert, obwohl diese nach neueren Untersuchungen nur schwach giftig sind. Symptome können nach Verzehr von etwa fünf Früchten auftreten. Die Wirkung geht eher auf Saponine als auf Alkaloide zurück.

## Bilder

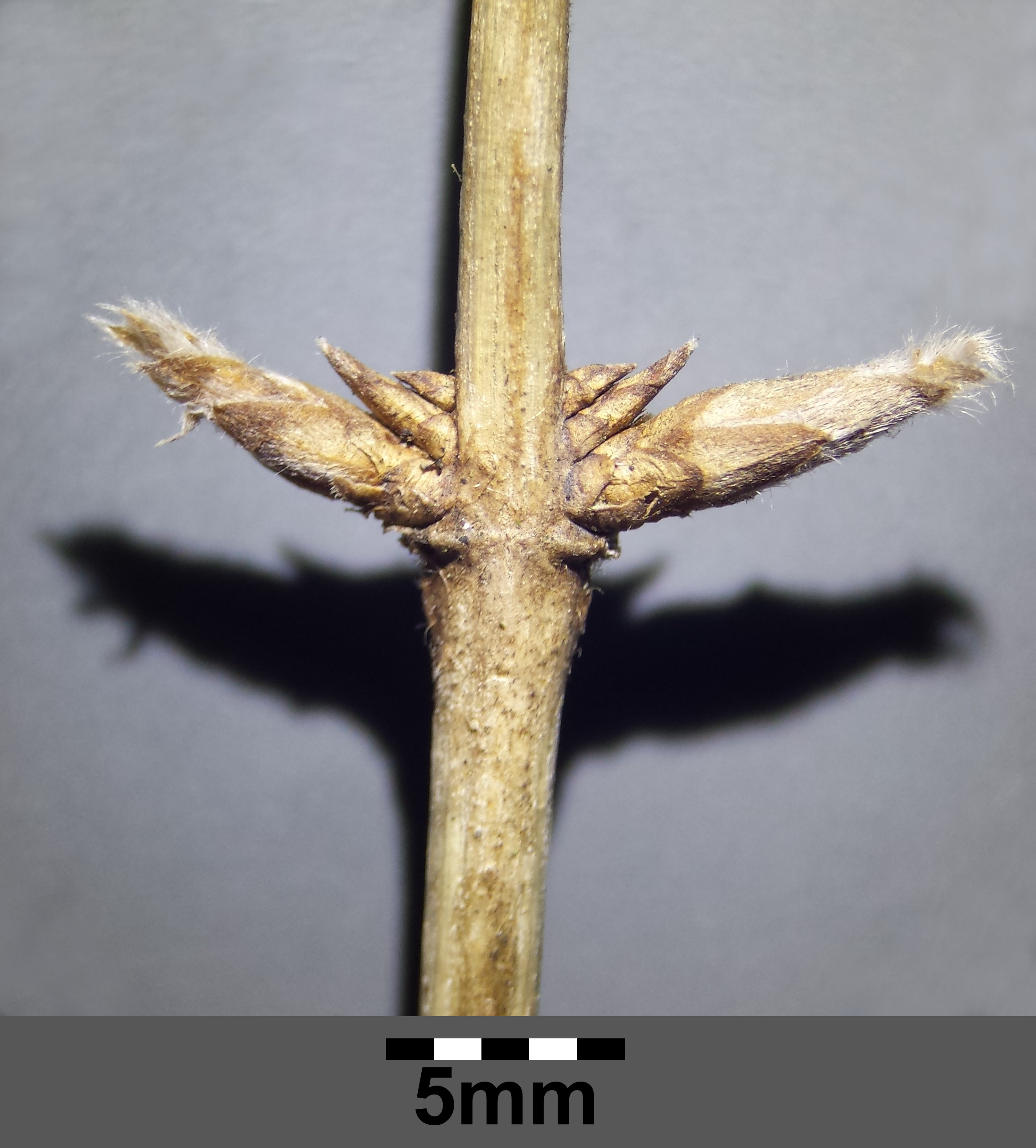
Seitenknospen im Winter
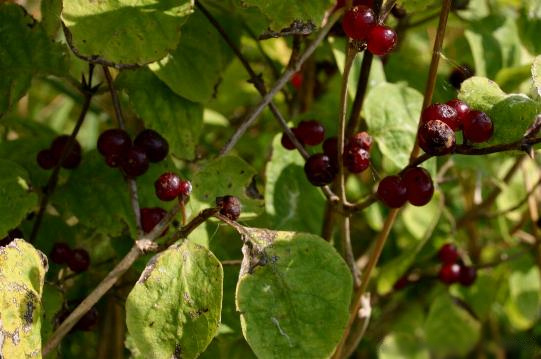
Beeren
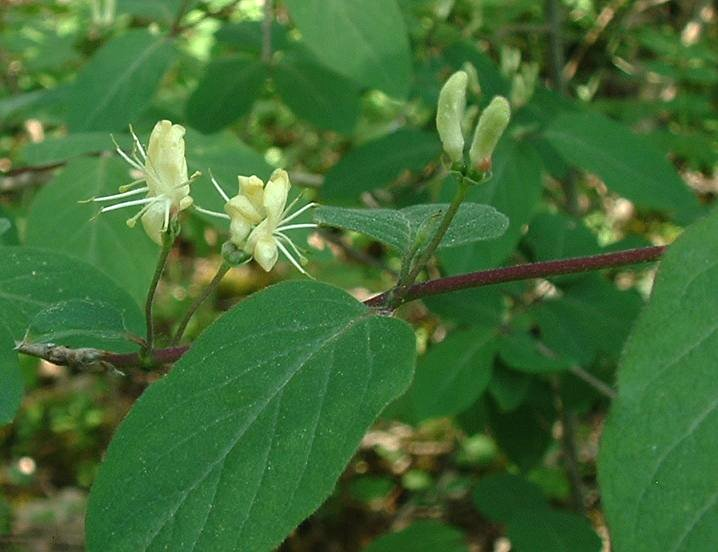
Blüten
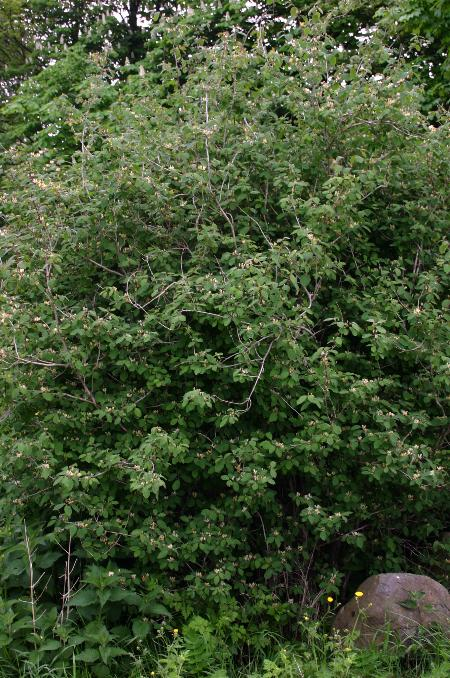
Blühender Strauch (Habitus)
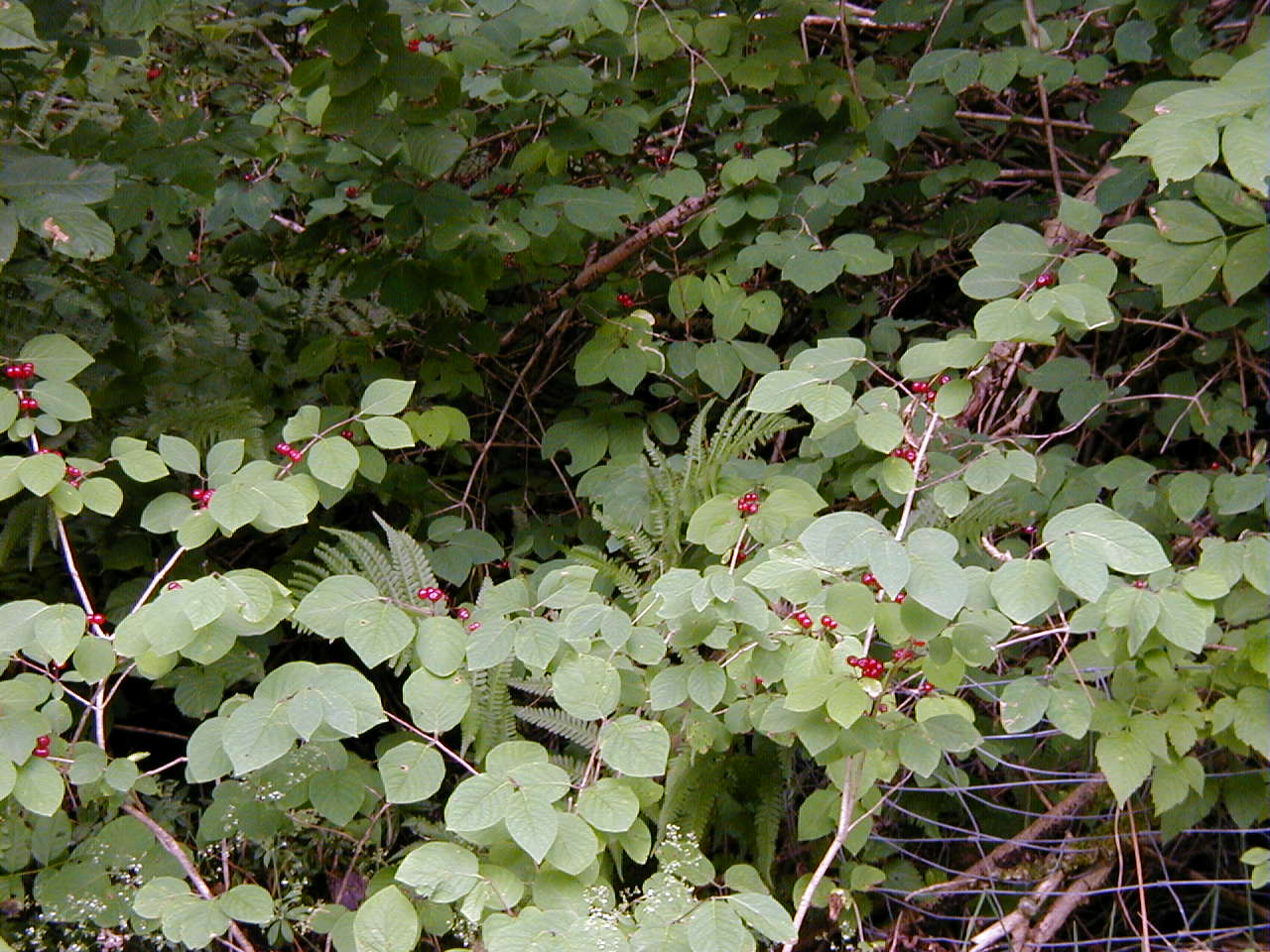
Strauch mit Beeren